# 戴维·巴尔的摩
戴维·巴尔的摩（英語：David Baltimore，1938年3月7日—），美国生物学家、學術機構高層，加州理工學院生物學教授，发现并分离逆转录酶，进而发现逆转录病毒，因此成为1975年诺贝尔生理学或医学奖获得者之一。他在1997至2006年之間擔任加州理工學院院長。他也擔任過由加州理工學院與加州洛杉磯大學合作，進行基本轉譯科學研究轉換至臨床研究的轉譯醫學聯合中心主任。

## 生平
他是加州理工学院生物学教授，1997年5月13日被聘為校長，10月15日開始校長職務，校长任期到2006年。他還曾在1990年至1991年擔任洛克菲勒大學校長，他在2007年曾任美国科学促进会（American Association for the Advancement of Science）会长。
1986年因為研究夥伴泰瑞莎·今西-加里涉嫌偽造研究成果，受到波及，史稱巴爾的摩事件（Baltimore Case），對今西-加里的指控后来被澄清，而巴尔的摩本人未受任何指控。

## 家庭生活
1968年巴爾的摩與黃詩厚（Alice S. Huang）博士結婚，他們育有一位女兒。

## 参看
- 巴爾的摩病毒分類系統
- RNA的生物學歷史（英语：History of RNA biology）
- 猶太人諾貝爾獎得主列表
- RNA的生物學家列表（英语：List of RNA biologists）
- 小行星73079，73079戴维巴尔的摩（小行星）